# Винтер (дельфин)
Винтер — самка дельфина, обитатель морского аквариума Clearwater Marine Aquarium в городе Клируотер (Флорида), широко известная наличием протезированного хвоста. Она снималась в фильме «История дельфина» — экранизации её истории, 2011 года выпуска, и его продолжении «История дельфина 2» — 2014 года выпуска. Винтер была найдена недалеко от берега Флориды в декабре 2005 года. Она попала в крабовую ловушку браконьеров, которая привела к потере её хвоста. Винтер выходили и она стала жить в морском аквариуме и ветеринарном госпитале Clearwater Marine Aquarium. Она получила искусственный пластмассовый хвост, который позволяет ей плавать как обычно. С тех пор она стала достопримечательностью аквариума, люди с инвалидностью смогли носить протезы и посещать дельфина. В 2014 году Винтер стала опекуном Надежды. Работники аквариума говорили, что дельфин не любил носить хвост, но носил его во время физиотерапии. К Винтер приезжали дети и взрослые с разных уголков мира.
11 ноября 2021 года Винтер умерла от желудочно-кишечной инфекции
13.11.2021-ветеринар CMA доктор Шелли Марквардт и несколько экспертов по ветеринарии со всей страны присоединились к команде, которая провела некропсию Винтер, вскрытие животных. Это решающий шаг в том, чтобы узнать все, что мы можем, о проблемах со здоровьем, с которыми столкнулась Винтер, которые привели к ее смерти в четверг вечером.
Предварительные результаты указывают на то, что причиной смерти Винтер было кручение кишечника — по сути, кишечник Винтер скрутился глубоко в кишечнике. В то время как наша команда предоставила Винтер лучший доступный уход и лечение, расположение кручения сделало невозможным достижение через операцию. Больше ничего не могла сделать команда, чтобы спасти ее жизнь.
К сожалению, это состояние, которое встречается у застрявших диких дельфинов, а также у любого живого существа с кишечником. Мы обнаружили, что как сообщество может многое узнать о том, что вызывает это состояние, и что эксперты обнаружили во вчерашней некропсии, означает, что Винтер будет продолжать помогать ученым и спасательным командам животных по всему миру лучше ухаживать за этими удивительными животными.
Из-за травмы Винтер и искажений, которые она вызвала в ее теле, она была более склонна к осложнениям со здоровьем после своего спасения 16 лет назад. Благодаря самоотверженности и заботе, предоставленной сотрудниками CMA, а также достижениям таких партнеров, как Hanger Clinic, которые создали ее протезный хвост, она превзошла шансы и вдохновила миллионы людей на протяжении своей жизни. За это мы ей всегда благодарны.
Сотрудники по уходу за животными в CMA круглосуточно работали над уходом за Винтер в последние дни, предоставляя любовь и поддержку, а также медицинскую помощь, включая лечение для контроля боли и поддержания ее комфорта.

## Протезирование хвоста
Доктор Кэрролл и группа экспертов занимались хвостом полтора года, в конце концов остановились на простом силиконе и пластике. Гелеобразный рукав был использован под хвостом, чтобы не допустить его раздражающего воздействия на кожу Винтер. Кэрролл использовал ту же концепцию рукава при доработке протезов для инвалидов войны США. Лётчик Брайан Колфейдж, который потерял обе ноги и правую руку в 2004 году в Ираке, получил схожие по конструкции протезы что и у Винтер.

## Винтер в культуре

### 2009 год, книга
В 2009 году историю Винтер рассказал писатель Крейг Хатков: «Хвост Винтер: Как один маленький дельфин научился плавать снова» («Winter’s Tail: How One Little Dolphin Learned to Swim Again» (англ.)). Книга была издана «Turtle Pond Publications» и «Scholastic Corporation». Также вышла в свет компьютерная игра на Nintendo DS.

### 2011 год, фильм
Фильм по мотивам книги о Винтер под названием «История дельфина», был выпущен 23 сентября 2011 года. Главный герой фильма — мальчик Сойер Нельсон, которого играет Нейтан Гэмбл. Винтер сыграла саму себя в фильме. Некоторые изменения были внесены в морской аквариум Clearwater Marine Aquarium, объём бассейна был увеличен на 80 000 галлонов. Фильм был снят в Пинеласе, штат Флорида.